# Vittoria Farnese, hertiginna av Urbino
Vittoria Farnese, född 1519, död 1602, var en italiensk adelskvinna, hertiginna av Urbino mellan 1548 och 1574 som gift med hertig Guidobaldo II della Rovere.

## Biografi
Farnese var dotter till Pierluigi Farnese och Gerolama Orsini. Hon var gift med hertig Guidobaldo II della Rovere, och de fick två döttrar. 
Hon fick vid bröllopet länet Gradara som förläning av sin make, lyckades utverka semi-självständighet för Gradara och regerade det som oberoende härskare. Under hennes regering blev Gradara ett centrum för sidenindustrin. Hon hade inflytande över sin makes politik och drev en Habsburgvänlig linje. Hon agerade på sin makes uppdrag diplomat, och medlade mellan honom och rebellerna under två uppror, 1562 och 1572-73. 
Hon fungerade som musa och mecenat för konstnärer, och både dikter och prosa har dedikerats till henne, bland annat verk av Laura Battiferri och Antonio Brucioli. Berömda målningar av Tizian, Giacomo Vighi (kopierad av Camilla Guerrieri Nati) har gjorts med henne som modell. 